# 伊斯塔帕拉帕区
伊斯塔帕拉帕区（西班牙語：Iztapalapa）是墨西哥城16个辖区之一，位于联邦区东部。伊斯塔帕拉帕区总面积117平方公里(45.2 sq mi)，总人口1,820,888(2005)，人口密度为15,563.1人/平方公里。该区设立于1928年。该区有金字塔等著名建筑。